# 아바텍
아바텍(Avatec Co. Ltd.)는 대한민국의 디스플레이 식각 장비 및 MLCC 기업이다. 본사는 대구광역시 달서구 달서대로 85길 100에 위치해 있으며 대표이사는 박명섭이다. 주요 고객사는 LG 그룹 및 글로벌 태양광 인버터 업체 등이 있다

## 상장
2012년 11월 6일에 주관사를 한국투자증권으로 공모가 6,300원에 상장하였다.

## 같이 보기
- 엘지디스플레이

## 참고 문헌
1. ↑  양승수, 메리츠증권 기업분석보고서 아바텍, 2024. 5. 14
2. ↑  김은령, 아바텍, MLCC 슈퍼사이클 진입…발주급증에 서둘러 설비증설, 머니투데이, 2023.04.18
3. ↑  이기종, 아바텍, MLCC 매출 비중 30% 돌파, 디일렉, 2023.11.22
4. ↑  아바텍 - 대구역사문화대전
5. ↑  이새롬, 한국IR협의회 기업리서치센터 기술분석보고서-아바텍, 2023.10.23